# مايك رووي (سائق سيارة سباق)
مايك رووي (بالإنجليزية: Mike Rowe)‏ هو سائق سيارة سباق أمريكي، ولد في 19 أغسطس 1950 في مقاطعة أندروسكوجين في الولايات المتحدة.